# Pliozaur
Pliozaur (z gr. pleion "więcej" + sauros "jaszczur") jest  rodzajem dużego drapieżnego plezjozaura. Należał do rodziny Pliosauridae, która wzięła  od niego swą nazwę. Żył od końca środkowej po połowę późnej jury (kelowej-kimeryd, około 165-151 milionów lat temu).

## Nazwa rodzajowa
Żeby zrozumieć sens nazwy Pliosaurus, musimy mieć na uwadze to, że dziewiętnastowieczni badacze błędnie uważali, że proces ewolucji od ryb do gadów lądowych przechodził przez następujące etapy pośrednie: ichtiozaury ("rybo-jaszczury"), plezjozaury ("bliskie jaszczurom") oraz krokodyle. W związku z tym Richard Owen nazwał tak omawiany rodzaj, ponieważ według niego wykazywał cechy anatomiczne przybliżające go bardziej do krokodyli, niż te występujące u rodzaju Plesiosaurus.

## Budowa
Był dużych rozmiarów pliozaurem. Jego długość szacowana jest na 10-13 metrów. Sama czaszka mierzyła około 1,5-2 metrów. Żuchwa w przedniej części zaopatrzona była w długie spojenie, z którego wyrastało 10-12 par zębów (najbardziej wysunięte do przodu 5-6 par było duże i podobne do kłów. Ogólna liczba zębów szczęki dolnej to 30-38 par. Żebra szyjne tego gada są, jak u większości przedstawicieli Pliosauridae, zaopatrzone w podwójne głowy.

## Pliosaurus i Liopleurodon
Według niektórych badaczy rodzaje Pliosaurus i Liopleurodon są synonimiczne. Istnieją jednak między nimi pewne różnice w budowie czaszki oraz zębów, na co zwrócił uwagę Tarlo. Na przykład, zęby pliozaura są trójboczne w przekroju, podczas gdy zęby liopleurodona mają kształt stożkowaty.

## Gatunki
- Pliosaurus brachydeirus: Jego szczątki odkryto w Anglii Drugi człon nazwy oznacza "krótkoszyi". Wiąże się to z faktem, że Owen, opisując gatunek w 1841, porównywał jego budowę z długoszyimi plezjozaurami.
- Pliosaurus brachyspondylus: Drugi człon nazwy gatunkowej oznacza: "krótki kręg". Opisany przez Owena w 1839 na podstawie kręgów szyjnych odkrytych w osadach formacji Kimmeridge Clay na terenie Oxfordshire. Kręgi te zaginęły lub zostały zniszczone, w związku z czym w 1959 r. wyznaczony został neotyp tego gatunku: pojedynczy tylny kręg szyjny CAMSM J.29564 z osadów formacji Kimmeridge Clay z Cambridgeshire. Knutsen (2012) stwierdził jednak, że neotyp nie ma cech budowy pozwalających odróżnić go od kręgów innych gatunków z rodzaju Pliosaurus poza P. brachydeirus; na tej podstawie zaproponował wyznaczenie nowego neotypu – okazu CAMSM J.35991 z zachowaną żuchwą, niekompletnym szkieletem osiowy i niektórymi kośćmi kończyn, również odkrytego w Cambridgeshire w osadach formacji Kimmeridge Clay. Benson i współpracownicy (2013) zgodzili się, że zaproponowany przez Knutsena neotyp ma cechy diagnostyczne pozwalające odróżnić go od przedstawicieli innych gatunków z rodzaju Pliosaurus; jednak do czasu wystosowania oficjalnej petycji do Międzynarodowej Komisji Nomenklatury Zoologicznej i jej pozytywnego rozpatrzenia neotypem P. brachyspondylus pozostaje CAMSM J.29564, a gatunek ten pozostaje nomen dubium.
- Pliosaurus andrewsi: Nazwany tak dla uczczenia paleontologa C.W. Andrewsa. Według Martilla jest to duża forma rodzaju Peloneustes; zdaniem Knutsena (2012) nie ma podstaw by zaliczać go do rodzaju Pliosaurus. Także przeprowadzona przez Bensona i współpracowników (2013) analiza filogenetyczna nie potwierdziła jego bliskiego pokrewieństwa z gatunkami zaliczanymi do rodzaju Pliosaurus.
- Pliosaurus macromerus ("długa kość udowa"): Opisany na podstawie dużej kości udowej OUMNH J.12498 oraz kręgów odkrytych na terenie Wiltshire; kości tych nie odkryto w jednym miejscu i mogą należeć do różnych zwierząt. Późniejsi autorzy zaliczali do tego gatunku inne skamieniałości odkryte w Anglii, w Niemczech oraz w Argentynie wyłącznie na tej podstawie, że należały one do pliozaurów o dużych rozmiarach. W 1959 r. lektotypem gatunku został ustanowiony jeden z kręgów szyjnych z jego serii oryginalnej, OUMNH J. 10441. Knutsen (2012) stwierdził, że lektotyp nie ma cech budowy pozwalających odróżnić go od kręgów innych gatunków z rodzaju Pliosaurus poza P. brachydeirus; na tej podstawie zaproponował wyznaczenie nowego neotypu – czaszki NHMUK 39362 odkrytej w osadach formacji Kimmeridge Clay odkrytej w Dorsetshire. Benson i współpracownicy (2013) zgodzili się, że zaproponowany przez Knutsena neotyp ma cechy diagnostyczne pozwalające odróżnić go od przedstawicieli innych gatunków z rodzaju Pliosaurus; jednak do czasu wystosowania oficjalnej petycji do Międzynarodowej Komisji Nomenklatury Zoologicznej i jej pozytywnego rozpatrzenia lektotypem P. macromerus pozostaje OUMNH J. 10441, a gatunek ten pozostaje nomen dubium. Tarlo (1959) przeniósł ten gatunek do osobnego rodzaju Stretosaurus na podstawie budowy kości zinterpretowanej przez tego autora jako łopatka u zaliczonego przez niego do tego gatunku okazu CAMSM J.35900; dalsze badania dowiodły jednak, że kość ta jest kością biodrową. Sam okaz CAMSM J.35900 według Knutsena (2012) można zaliczyć do rodzaju Pliosaurus, ale na podstawie jego znanych kości nie da się go bezspornie zaliczyć do żadnego z należących do tego rodzaju gatunków.
- Pliosaurus rossicus: Stosunkowo niewielki przedstawiciel rodzaju, znany ze szczątków dwóch osobników odkrytych w Czuwaszji. Według Knutsena (2012) kształt jego zębów wskazuje, że istotnie należy on do rodzaju Pliosaurus; autor ten nie był jednak pewien, czy P. rossicus stanowi odrębny gatunek czy też młodszy synonim P. macromerus.
- Pliosaurus funkei: Znany z okazu holotypowego PMO 214.135 (przedniej części szczęki i żuchwy z zębami, trzech trzonów kręgów szyjnych, trzech trzonów kręgów piersiowych z zachowanymi łukami kręgów i 15 trzonów kręgów grzbietowych z 8 łukami kręgów, prawej kości kruczej, kości prawej kończyny przedniej, fragmentów żeber i gastraliów) oraz drugiego okazu PMO 214.136 (niekompletna czaszka, pięć trzonów kręgów szyjnych i jeden kręgu grzbietowego oraz wiele fragmentarycznych i niezidentyfikowanych kości). Skamieniałości odkryto w czerwcu 2006 roku w osadach późnojurajskiej formacji Agardhfjellet na Spitsbergenie. Formalnie opisany w 2012 roku, wcześniej nieformalnie znany jako "Drapieżnik X" (ang. "Predator X"). Duży gatunek, osiągający długość 10–13 metrów; długość czaszki szacowana na 2–2,5 metra. Kończyny przednie proporcjonalnie dłuższe niż u innych gatunków z rodzaju Pliosaurus; u P. funkei długość kości ramiennej ponad siedmiokrotnie przewyższa średnią szerokość kręgów szyjnych (u P. brachyspondylus i P. rossicus kość ta jest mniej niż 4,5 raza dłuższa od szerokości kręgów szyjnych).
- Pliosaurus kevani: Opisany na podstawie czaszki DORCM G.13,675, odkrytej w osadach formacji Kimmeridge Clay na terenie angielskiego hrabstwa Dorset; gatunek ten może też reprezentować okaz CAMSM J.35990 z zachowaną większością szkieletu pozaczaszkowego, odkryty na terenie Cambridgeshire. Duży pliozaur, o długości czaszki przekraczającej 2 metry.
- Pliosaurus westburyensis: Opisany na podstawie okazu BRSMG Cc332 z zachowaną czaszką i fragmentami szkieletu pozaczaszkowego, odkryty w osadach formacji Kimmeridge Clay na terenie Wiltshire.
- Pliosaurus carpenteri: Opisany na podstawie okazu BRSMG Cd6172 z zachowaną czaszką i niekompletnym szkieletem pozaczaszkowym odkrytym w osadach formacji Kimmeridge Clay na terenie Wiltshire.